# Wil van den Berg (burgemeester)
W. (Wil) van den Berg (22 februari 1951) is een Nederlands politicus van het CDA.
Hij groeide op in Heerenveen en studeerde in 1973 af in de bedrijfseconomische studierichting aan de heao in  Groningen. Na vervulling van zijn dienstplicht studeerde hij vervolgens van 1974 tot 1979 Nederlands Recht (Hoofdrichtingen privaat en publiekrecht) aan de Rijksuniversiteit Groningen. Daarna werkte hij voor de gemeente Katwijk als beleidsmedewerker algemene zaken en als chef algemene zaken en loco-secretaris in de gemeente Nootdorp. In 1990 werd hij gemeentesecretaris in De Lier. Daarnaast is hij acht jaar lang, van 1987 tot 1995, Statenlid geweest in de provincie Zuid-Holland voor het CDA. Tijdens die periode was hij lid van de commissies waterhuishouding en waterschappen, Ruimtelijke Ordening en Milieu. Van 1999 tot 2004 was hij lid van het Algemeen Bestuur van het Hoogheemraadschap van Delfland. In 2001 ging hij weer terug naar het noorden om burgemeester te worden van de Friese gemeente Ferwerderadiel, die op 1 januari 2019 opging in de gemeente Noardeast-Fryslân. Hij is voorzitter van de CDA-bestuurdersvereniging Friesland alsook voorzitter van de Stichting tot Behoud van Kerkelijke gebouwen in Noord-Nederland. Daarnaast is hij vice-voorzitter van de Stichting Markant en sinds 1 januari 2020 bestuurslid van de Stichting Bouwcultuur Fonds Friesland.